# Zagori (Albanië)
Zagori is een plaats en voormalige gemeente in de stad (bashkia) Libohovë in de prefectuur Gjirokastër in Albanië. Sinds de gemeentelijke herindeling van 2015 doet Zagori dienst als deelgemeente en is het een bestuurseenheid zonder verdere bestuurlijke bevoegdheden. De plaats telde bij de census van 2011 411 inwoners.

## Bevolking
Volgens de volkstelling van 2011 telde de (voormalige) gemeente Zagori 411 inwoners. Dat is een daling vergeleken met 718 inwoners op 1 april 2001. De bevolking bestaat uit voor het merendeel uit etnische Albanezen (69,59 procent), gevolgd door een significante  gemeenschap van Aroemenen (11,44 procent) en leden van de Griekse minderheid (7,06 procent).
De bevolking van Zagori is sterk vergrijsd. Van de 411 inwoners waren er 29 tussen de 0 en 14 jaar oud, 228 inwoners waren tussen de 15 en 64 jaar oud en 154 inwoners waren 65 jaar of ouder.

#### Religie
Het christendom, met name de Albanees-Orthodoxe Kerk, is de grootste religie in Zagori.
| Religieuze samenstelling in de plaats (bashki) Zagori | Religieuze samenstelling in de plaats (bashki) Zagori | Religieuze samenstelling in de plaats (bashki) Zagori | Religieuze samenstelling in de plaats (bashki) Zagori | Religieuze samenstelling in de plaats (bashki) Zagori | Religieuze samenstelling in de plaats (bashki) Zagori |
| Deelgemeente                                          | Aantal inwoners (census 2011)                         | Islam (%)                                             | Katholieke Kerk in Albanië (%)                        | Albanees-Orthodoxe Kerk (%)                           | Bektashi (%)                                          |
| ----------------------------------------------------- | ----------------------------------------------------- | ----------------------------------------------------- | ----------------------------------------------------- | ----------------------------------------------------- | ----------------------------------------------------- |
| Zagori                                                | 411                                                   | 1,46                                                  | 0,49                                                  | 88,56                                                 | 0,49                                                  |

## Dorpen
Tot 2015 vielen de volgende tien dorpen onder het administratief bestuur van Zagori: Sheper, Nivan, Ndëran, Topovë, Konckë, Hoshteve, Lliar, Vithuq, Doshnicë and Zhej.